# Karpniki (gmina)

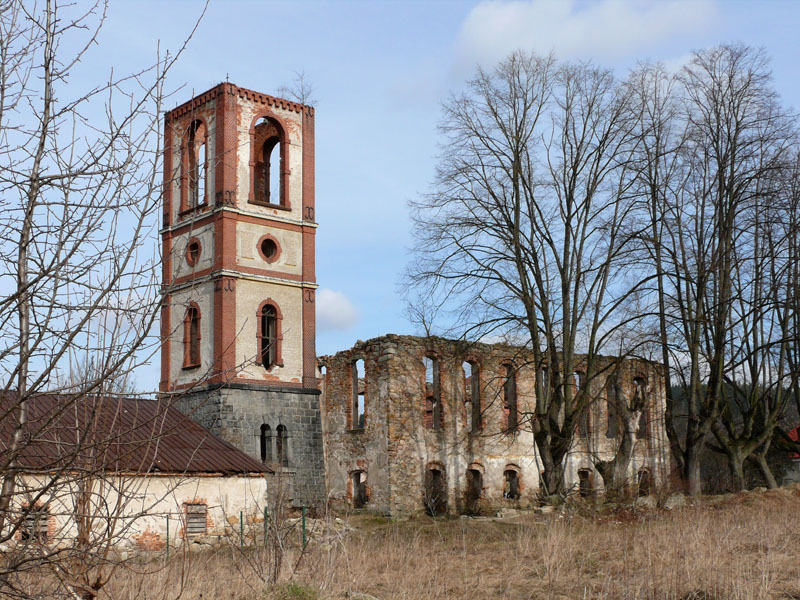
Ruiny kościoła w Karpnikach

Karpniki – dawna gmina wiejska istniejąca w latach 1945–1954 w woj. wrocławskim (dzisiejsze woj. dolnośląskie). Siedzibą władz gminy były Karpniki.
Gmina Karpniki powstała po II wojnie światowej na terenie tzw. Ziem Odzyskanych (tzw. II okręg administracyjny – Dolny Śląsk). 28 czerwca 1946 gmina – jako jednostka administracyjna powiatu jeleniogórskiego – weszła w skład nowo utworzonego woj. wrocławskiego.
Według stanu z 1 lipca 1952 gmina składała się z 7 gromad: Bukowiec, Gruszków, Karpniki, Kostrzyca, Krogulec, Strużnica i Wojków. Gmina została zniesiona 29 września 1954 wraz z reformą wprowadzającą gromady w miejsce gmin. Jednostki nie przywrócono 1 stycznia 1973 wraz z kolejną reformą reaktywującą gminy.